# Trail Mitja del Castell
La Mitja del Castell es una carrera trail en el Parque natural de Collserola, provincia de Barcelona. Tiene un nivel medio-alto, 1150 metros de desnivel positivo acumulado durante 25 km de pistas, senderos y caminos, con salida y llegada ubicados el pueblo y el castillo de El Papiol, Bajo Llobregat. Hay un máximo de 500 participantes.
La Mitja del Castell nace por iniciativa de sus socios y vecinos de El Papiol, cuyo leitmotiv es “una carrera hecha por corredores y para corredores”. Su objetivo es "convertir la Mitja del Castell en algo más que una carrera y conseguir integrarla en la vida social y cultural del Bajo Llobregat, llegando a diferentes colectivos aunando deporte, solidaridad, salud y medio ambiente". El equipo que organiza la carrera está integrado totalmente por corredores que de forma desinteresada colaboran en el desarrollo de la misma.
En la edición de 2017 se empezó a realizar una segunda distáncia de la carrera, la Mitja Experience de 12,5 km y 530 m de desnivel positivo aproximadamente. Se corren ambas el mismo día y salen a la vez, hasta que se divide el recorrido en un punto de la carrera.
En una fecha diferente a la carrera para adultos, tiene lugar la celebración de la denominada Mitja Kids, la carrera de montaña para niños y jóvenes de diferentes edades.